# RFM-анализ
RFM аббревиатура (англ. Recency Frequency Monetary — давность, частота, деньги) — сегментация клиентов в анализе сбыта по лояльности.
Определяет три группы:
- Recency (давность, пер.: новизна, свежесть) — давность сделки: чем меньше времени прошло с момента последней активности клиента, тем больше вероятность, что он повторит действие.
- Frequency (частота) — количество сделок: чем больше каких-либо действий совершил клиент, тем больше вероятность того, что он его повторит в будущем.
- Monetary (деньги) — сумма сделок: чем больше денег было потрачено, тем больше вероятность того, что он сделает заказ[источник не указан 3213 дней].